# Гуляницкий, Трифон Маркович
Гуляницкий Трифон Маркович (21 января (2 февраля) 1875 — 31 июля 1959) — большевистский деятель, член ВУЦИК, Кировоградский городской голова.

## Биография
Родился 21 января (2 февраля) 1875 года в Елисаветграде в семье рабочего.
Работал в литейном цехе завода Эльворти. Служил в российской армии, затем вновь работал на заводе в Одессе.
С начала Первой мировой войны — на фронте.
В 1917 — один из организаторов Елизаветградского Совета рабочих и крестьянских депутатов; в январе 1918 — один из руководителей большевистского мятежа в Елисаветграде. Летом 1918 года создал и возглавил большевистский партизанский отряд, который впоследствии перерос в 1-й коммунистический отряд особого назначения. Этот отряд участвовал в вооружённой борьбе против противостоящих политических режимов на Украине.
После установления Советской власти был заведующим земельным отделом, рабоче-крестьянской инспекцией, управляющим трестом, председателем исполкома городского совета рабочих и крестьянских депутатов в Кировограде, директором завода.
Умер 31 июля 1959 года в Кировограде.

## Награды и почетные звания
Награждён орденами Ленина и Красного Знамени.
30 октября 1967 года присвоено звание «Почётный гражданин города Кировоград».

## Память
Именем Т. М. Гуляницкого до 2016 года назвалось село Покровское Врадиевского района, переулок в городе Первомайске Николаевской области.
В Покровском, а также в пгт Доманевка стояли памятники.